# Мандела и де Клерк
Мандела и де Клерк (англ. Mandela and de Klerk, в прокате в России — «Противостояние») — драматический телефильм 1997 года режиссёра Джозефа Сарджента. В главных ролях Сидни Пуатье и Майкл Кейн. Показ фильма прошёл 17 февраля на телеканале «Showtime».

## Сюжет
Фильм воспроизводит драматические исторические события переговоров двух противоборствующих сторон: Африканского национального конгресса в лице его лидера Нельсона Манделы (Сидни Пуатье), и, африканерской Национальной партии — государственного президента ЮАР Фредерик Виллем де Клерк (Майкл Кейн). В конце концов, де Клерк начал реформы, которые отменят апартеид, в 1990 году пришёл и выпустил Манделу после 30 лет нахождения в тюрьме, и в результате в 1992 году они совместно получили Нобелевскую премию мира за возможность мирного перехода к многорасовой демократии в Южной Африке.

## В ролях
| Актёр            | Роль                     |
| ---------------- | ------------------------ |
| Сидни Пуатье     | Нельсон Мандела          |
| Майкл Кейн       | Фредерик Виллем де Клерк |
| Тина Лиффорд     | Винни Мандела            |
| Джерри Мариц     | Питер Виллем Бота        |
| Иэн Робертс      | Коби Кутзее              |
| Бен Крюгер       | Джеймс Грегори           |
| Джерри Мофокенг  | Уолтер Сисулу            |
| Овен Седжаке     | Эндрю Млангени           |
| Андре Якобс      | Нильс Барнард            |
| Дэвид Фортун     | Рэймонд Мхлаба           |
| Фарук Валли-Омар | Ахмед Катрада            |
| Банколе Омотосо  | Табо Мбеки               |
| Себата Сесиу     | Элиас Мотсоаледи         |

## Критика
Говард Розенберг в «Los Angeles Times» сказал, что хоть фильм и снимался в ЮАР, он не был официально одобрен, возможно, из-за показанного там насилия чёрных и белых. Он также отметил, что «…Де Клерк относительно благоприятно изображён, хотя в прошлом году он был публично обвинён в пресловутых аппартеидных убийствах, зная о эскадронах смерти, которые терроризировали негров в течение той эры. Де Клерк отрицал обвинения, хотя настаивал в комиссии Кейптауна, что чернокожим были „огромные выгоды“ от политики белого режима».
Известный писатель-фантаст Джон Варли, отрекомендовав посмотреть этот фильм со старыми профи Пуатье и Кейном, заметил:

Я пишу это на следующий день после смерти Нельсона Манделы, и весь мир в трауре. Все живые президенты США (за исключением Джорджа Буша-старшего, чье здоровье не такое хорошее) собираются на похороны, и, вероятно, большинство других лидеров мира. Флаги приспущены до половины, и я не могу припомнить такого ни для одного не-американца. Сенаторы и конгрессмены, голосовавшие против законопроекта против апартеида в 80-х, когда Рональд Рейган поддерживал Южную Африку, теперь поют ему дифирамбы, чертовы лицемеры. Что касается меня, я считаю его одним из моих немногих героев … и я могу пересчитать моих героев, для чего с одной стороны, и, вероятно, даже не нужно большого пальца. Кто бы мог представить, что любой сможет направить эту отсталую страну к концу власти меньшинства и к началу свободных выборов, со всей ненавистью, массовыми убийствами, зверствами в тюрьмах? И он сделал это не с местью, но с примирением. Людям разрешили признаться в своих преступлениях и получить прощение. Какая концепция! Я никогда бы не подумал, что это будет работать, но это, кажется, пошло довольно хорошо. Конечно, Южной Африке предстоит ещё долгий, долгий путь к миру, и многие люди далеко не процветают, а руководство Манделы было плохим… Но я действительно верю, что он предотвратил расовую войну, которая может ещё произойти.
Оригинальный текст (англ.)I am writing this one day after the death of Nelson Mandela, and the whole world is in mourning. Every living U.S. president (except George H.W., whose health is not so good) is going to the funeral, and probably most of the other leaders of the world. Flags are flying at half mast, something I can’t recall seeing for any other non-American. Senators and Congresspersons who voted against the anti-apartheid bill in the ‘80s, when Ronald Reagan supported South Africa, are singing his praises, the fucking hypocrites. As for myself, I consider him one of my very few heroes … and I can count my heroes on one hand, and probably not even need the thumb. Who could have imagined that anyone could guide that benighted country through the end of minority rule and the beginning of free elections, what with all the hatred, the massacres, the atrocities in the prisons? And he did it not with vengeance, but with reconciliation. People were allowed to confess their crimes, and be forgiven. What a concept! I never would have thought it would work, but it seems to have gone down pretty well. Of course, South Africa is still a long, long way from peaceful and many of the people are a long way from prosperous, and the leadership since Mandela has been awful … but I truly believe he prevented a race war that might still be going on.

Доктор философии Патрик Луи Куни сказал, что в этом фильме показано появление трещин в фундаменте белой правящей партии: «некоторые министры начинают думать, что негров нужно включить в общество. Это абсолютно противостоит упрямому, бешеному расисту, президенту Боте, который утешается поддержкой президента Рональда Рейгана и премьер-министра Тэтчер». В конце концов, отмечает Куни, бунт поднимает новый президент де Клерк, начавший переговоры с Манделой, дающим ему понять свою слепоту — «тема личностного роста помогает сделать этот фильм более интересным, потому что мы заботимся о обоих мужчинах, Манделе и де Клерке».